# Nery Veloso
Nery Alexis Veloso Espinoza (* 1. März 1987 in Los Ángeles) ist ein chilenischer Fußballtorwart.

## Karriere

### Verein
Nery Veloso begann in der Jugend des CD Huachipato und debütierte bei den Profis 2007 gegen Deportes Melipilla. Ab der Clausura 2008 löste er Stammtorwart Henry Lapczyk ab und wurde zudem 2008 zum besten Torhüter der Liga gewählt. Dadurch wurden die großen Vereine des Landes auf den Torhüter aufmerksam und er wechselte 2010 auf Leihbasis zum CSD Colo-Colo, bei dem er allerdings nur zwei Partien absolvierte. Nach einer weiteren Leihe bei Unión San Felipe kam Veloso zu Huachipato zurück und holte die zweite Meisterschaft des Klubs in der Clausura 2012. Weitere Stationen bei Vereinen in der Primera División folgten. Nach seinem Engagement 2017 bei den CD Santiago Wanderers war er längere Zeit vereinslos und wurde 2019 vom Drittligisten CD San Marcos de Arica unter Vertrag genommen, mit denen er in die Primera B aufstieg. 2020 nahm der CD Palestino den Torhüter unter Vertrag. Nach sieben Ligaeinsätzen in drei Jahren wechselte Veloso 2023 zu Fernández Vial.

### Nationalmannschaft
Für die U-20 Chiles stand Nery Veloso bei der U-20-Fußball-Weltmeisterschaft 2007 in Kanada im Kader, kam aber hinter Cristopher Toselli nicht zum Einsatz. Chile wurde Turnierdritter.
Nery Veloso gab am 4. November 2009 sein Debüt für die Nationalmannschaft Chiles. Beim 2:1-Erfolg im Freundschaftsspiel gegen Paraguay spielte er volle 90 Minuten. Es war sein einziges Länderspiel.

## Erfolge
CD Huachipato
- Chilenischer Meister: 2012-C

Santiago Wanderers
- Chilenischer Pokalsieger: 2017

Chile U-20
- Dritter Platz bei der U-20-Fußball-Weltmeisterschaft: 2007